# Bacterièmia
La bacterièmia és la presència de bacteris a la sang. La seva presència només pot ser deguda en casos d'infecció i segurament de malaltia.
Es distingeixen dos tipus: les bacterièmies prolongades i les bacterièmies transitòries. Les primeres es caracteritzen per tenir nivells de bacteris a la sang durant dies i setmanes. Les segones per tenir-les durant poc temps, la qual cosa sol ser deguda a manipulacions iatrogèniques o traumatismes. Els catèters venosos en poden ser una causa. Si l'hoste té un sistema immunitari deficient i hi ha una infiltració constant o periòdica la infecció d'òrgans o una sèpsia compten entre les complicacions possibles. Una rigorosa higiene hospitalària n'és la millor prevenció.